# Sinidzsu
Sinidzsu (hangul: 신의주시, Sinidzsu-si, handzsa: 新義州市, RR: Sinuiju-si) észak-koreai város, amely az ország kínai határának közvetlen közelében fekszik, a Kvanszo régió területén. Sinidzsu az Észak-Phjongan tartomány székhelye. A város részét képezi a Sinidzsu Különleges Közigazgatási Régió, amelyet 2002-ben alapítottak. A város mellett húzódó Jalu (Amnok) folyó határvonalat képez Kína és Észak-Korea között. A város melletti Kínai–Koreai Barátság híd köti össze a Sinidzsut Kína Tantung (Dandong) városával.

## Földrajz
A város közvetlenül a kínai határnál fekszik a Jalu (Amnok) folyó partján.

### Éghajlat
A város évi átlagos középhőmérséklete 6,4 °C. A csapadék mennyisége 1043 mm. A legmelegebb hónap az augusztus 24,1 °C-kal, a leghidegebb a január -7,2 °C-kal. A július a legcsapadékosabb hónap 313 mm-rel. A legszárazabb a február 15 mm-rel.

## Történelem
A várost a japánok 1910 és 1945 megszállták. 1910-ben területén egy vasútvonalat építettek.
A koreai háborúban súlyos károkat szenvedett.

## Infrastruktúra

### Közlekedés
A városban villamos, vasúti közlekedés is van. Az autók, taxik száma csekély.

## Oktatás
A városban egyetem, főiskola és szakiskola is található.